# ブラク・インジェ
- ブラク・インス

ブラク・インジェ（トルコ語: Burak İnce, 2004年1月20日 - ）は、トルコ・マニサ県マニサ出身のプロサッカー選手。エクストラクラサ・シロンスク・ヴロツワフ所属。ポジションはMF。
日本のサッカーメディアでは『ブラク・インス』と紹介するメディアもあり、キッカーの日本語版サイトでは同様の紹介がなされている。

## クラブ経歴
地元のマニサスポルのユースアカデミーを経て、2015年にアルトゥノルドゥFKに加入。チャーラル・ソユンジュやジェンギズ・ウンデルなどを輩出した同チームのアカデミーで頭角を表し、2019年に15歳でプロ契約を締結。8月18日のTFF1.リグ (2部リーグ)のハタイスポル戦でプロデビュー。9月15日のエスキシェヒルスポル戦では、プロ3戦目で初ゴールを記録。プロ1年目の2019-20シーズンは2部ながら21試合2ゴールを記録。2020-21シーズンは更に数字を伸ばし、28試合5ゴールを記録。2021年11には早くの国外移籍の噂が浮上し、セビージャFCやバイエル・レバークーゼン、アルミニア・ビーレフェルトなどからの関心が報じられ、その中でビーレフェルト入りが濃厚だと報じられた。同月9日にビーレフェルト入りが決定し、2025年までの契約を締結。2022年1月に正式に加入した。
2023年7月13日、シロンスク・ヴロツワフに移籍した。

## 代表経歴
プロデビュー前の2018年から、各ユース世代のトルコ代表に随時招集されている。